# Ristinummi (district de Vaasa)
Le district de Ristinummi  (finnois : Ristinummen suuralue) est l'un des douze districts de Vaasa en Finlande.

## Description
En fin 2017, le district de Ristinummi compte 7 184 habitants (31 décembre 2017).
Il regroupe les quartiers suivants :
- Alkula
- Haapaniemi
- Vanha Vaasa
- Ristinummi
- Vanhasatama

## Lieux et monuments
- Radiotien puisto
- Alkulan puisto
- Käämijänpolun puisto
- Golf de Vaasa